# Michonne
 (septembre 2024).
Si vous disposez d'ouvrages ou d'articles de référence ou si vous connaissez des sites web de qualité traitant du thème abordé ici, merci de compléter l'article en donnant les références utiles à sa vérifiabilité et en les liant à la section « Notes et références ».
Michonne est un personnage principal de la série télévisée The Walking Dead. Elle est interprétée par Danai Gurira et doublée en version française par Laura Zichy.
Michonne a tué le huitième plus grand nombre de personnages vivants avec un total minimum de quarante-trois victimes.
Michonne devait initialement faire une apparition dans l'épisode pilote, mais cela n'a jamais été filmé.
Glen Mazzara (ancien Showrunner s2-s3) a admis au cours de ses questions-réponses sur Comikbook que Michonne et le Gouverneur étaient les personnages les plus difficiles à interpréter à ce moment de la série
Michonne est actuellement le cinquième personnage à apparaître dans le plus d'épisodes dans la série, puisqu'elle est apparue dans quatre-vingt-onze épisodes.

## Biographie fictive

### Saison 2
Dissimulée sous une capuche et armée d'un sabre japonais, en compagnie de deux rôdeurs mutilés et maintenus en laisse avec des chaînes, elle apparaît mystérieusement à la fin du finale de saison en sauvant Andrea, supposée morte par son groupe dans la fuite chaotique de la ferme des Greene et poursuivie par les rôdeurs dans la forêt.

### Saison 3
Depuis le sauvetage d'Andrea, elles survivent à deux durant l'hiver froid qui suit à l'extérieur, dissimulées des rôdeurs grâce aux deux morts-vivants que Michonne traîne avec elle. Bien qu'elle se révèle peu abordable, sombre et fermée, Michonne se rapproche tout de même d'Andrea au point de devenir sa meilleure amie, l'abritant et la soignant lorsqu'elle tombe malade au lieu de l'abandonner à sa demande.
Observant discrètement un groupe d'hommes armés et peu recommandables sur le site d'un hélicoptère militaire récemment écrasé, Michonne et Andrea sont toutefois découvertes par Merle Dixon (ancien membre du groupe d'Andrea à Atlanta, qui était depuis porté disparu). Quand elles sont emmenées à Woodbury, Michonne devient immédiatement soupçonneuse de la personnalité du Gouverneur. Elle est méfiante et observatrice : elle devine que le Gouverneur a tué des hommes simplement en observant des véhicules militaires criblés de balles, volés à des soldats survivants de la Garde Nationale par lui et ses hommes, et découvre qu'il capture également des rôdeurs pour divertir les habitants de Woodbury dans des jeux sanglants.
Michonne part de Woodbury en laissant Andrea, convaincue par le Gouverneur, mais est prise en chasse peu après par Merle Dixon et trois de ses subordonnés, ordonnés par le Gouverneur de l'éliminer. Elle déjoue néanmoins leur plan en tuant deux d'entre eux, mais elle est blessée par balle à la cuisse gauche lors de sa fuite par Merle, qui renonce à la poursuivre (et exécute son dernier camarade obstiné, afin de se couvrir). Cependant, Merle capture plus tard Glenn et Maggie tandis qu'elles les observaient.
Malgré son état sévère, Michonne récupère leur panier à vivres pour bébé (destiné à Judith) et parvient à rejoindre difficilement la prison où se sont réfugiés le groupe de Rick : reconnue comme vivante par ce dernier au milieu des rôdeurs, elle manque de se faire dévorer devant le portail du bâtiment, mais est sauvée de justesse par les talents de tireur du jeune Carl et par son père tandis qu'elle s'évanouit, à bout de forces. Ceux-ci la ramènent en sécurité à l'intérieur, mais à son réveil Michonne se montre rude et peu reconnaissante, disant qu'ils auraient dû la laisser mourir dehors, révélant une personnalité de survivante qui ne veut dépendre de personne.
Elle participe à l'assaut qui a pour but de délivrer Glenn et Maggie des mains du Gouverneur. Quand elle arrive à la résidence du Gouverneur, elle découvre les têtes de rôdeur du Gouverneur ainsi que Penny. Elle en profite pour se venger de ce dernier en tuant sa fille zombifiée d'un coup de son katana et en le blessant gravement à l’œil droit avec un éclat de verre lors d'un combat féroce. Daryl ayant été capturé, Rick doit désormais compter sur ses talents de combattante et de survivante afin d'assurer la survie du groupe.
Quand elle retourne à la prison, elle commence à gagner la confiance des gens en les assistant dans de nombreuses expéditions.
Dans l'épisode Une flèche sur la porte, lors de leur réunion, le Gouverneur dit à Rick qu'il devrait lui remettre Michonne pour maintenir la paix entre les deux groupes. Merle, voyant que Rick ne pourra s'y résoudre, décide de livrer Michonne au Gouverneur. Durant le trajet, Merle attache Michonne à une poutre, mais tout à coup des rôdeurs arrivent. Après en avoir tués quelques uns, elle se rend vite compte qu'elle ne pourra pas tous les tuer. Alors que Michonne s'apprêtait à être dévorée par les rôdeurs, Merle lui sauve la vie en tuant les rôdeurs qui comptait s'offrir un festin. Puis elle est libérée par Merle qui a changé son plan lors du voyage vers Woodbury, ce pour aller seul se battre contre l'armée du Gouverneur, ce qui le mènera à sa mort.
Dans le dernier épisode, elle défend la prison des attaques du Gouverneur avec le groupe de Rick, puis lorsqu'ils débarquent à Woodbury pour ramener les survivants à la prison, elle, Rick et Daryl trouvent Andrea, qui a réussi à vaincre Milton, mais qui s'est faite mordre. Michonne, en pleurs, assiste à la mort de son ancienne compagne de survie, qui était finalement devenue sa meilleure amie.
Elle s'intégrera finalement au groupe avec les survivants de Woodbury.

### Saison 4
Michonne s'est intégrée au groupe et n'a plus envie de quitter la prison. Nous la découvrons à la fin de l'épisode Isolement en pleurs lorsqu'elle est contrainte de prendre Judith dans ses bras. Elle entretient une relation amicale avec les Grimes. Elle essaie aussi de retrouver la trace du Gouverneur pour venger la mort de sa meilleure amie Andrea.
Dans l'épisode Désespéré, elle est capturée avec Hershel par le nouveau groupe de Brian Heriot (nouvelle identité du Gouverneur) alors qu'ils brûlaient à l'extérieur les corps des rôdeurs abattus dans l'épisode Poids Mort (durant la chute de la clôture externe et l'invasion nocturne avortée par les père et fils Grimes) : malgré leur passif commun, Brian assure à Michonne qu'il a abandonné son désir de vengeance personnelle contre elle. Ils sont plutôt présentés comme otages à Rick et leur groupe afin de les obliger à leur céder la prison.
Pendant la tentative de pourparler de Rick qui leur propose à la place de vivre ensemble à la prison au lieu de s'entretuer, le Gouverneur perdant patience et ne le prenant pas au sérieux, décapite sauvagement Hershel avec son propre sabre et déclenche les hostilités : Michonne parvient à s'extirper de ses liens et récupérer son katana, achève la tête coupée d'Hershel revenue en rôdeur et sauve la vie de Rick, gravement blessé à la suite de son duel perdu contre Brian que Michonne blesse mortellement en l'empalant par derrière. Désespérée par la situation, elle fuit seule la prison.
Épuisée depuis sa fuite, elle subit plusieurs malaises qui lui font revivre son passé d'avant l'apocalypse au travers de retours en arrière : elle avait un jeune fils, Andre (tué au début des événements par les rôdeurs dans un camp insalubre de survivants réfugiés) et un compagnon, Mike (décédé dans les mêmes circonstances avec leur ami Terry, trop occupés à se droguer pour protéger leur fils).
Afin de punir son compagnon et leur ami commun pour la mort d'Andre, elle les a laissés se changer en rôdeurs et, après les avoir rendus inoffensifs en les mutilant, s'est servie d'eux comme camouflage durant sa survie seule et à l'extérieur jusqu'à son arrivée avec Andrea à Woodbury.
C'est pour cette raison que Michonne a éclaté en sanglots en portant Judith, lui rappelant Andre et sa vie d'avant. Sortie de ses rêveries, elle poursuit une piste qui la mène jusqu'à Rick et Carl, et est très heureuse de les retrouver. Tandis que Rick récupère de ses blessures, Carl et Michonne partent chercher des vivres : sur la route, bien qu'elle ait perdu l'habitude de se sociabiliser (à cause de sa survie prolongée en solitaire et en plein air), elle tentera maladroitement de le faire rire, sans succès.
Toutefois, lorsque Carl s'intéresse de lui-même à elle et lui pose des questions personnelles sur son passé durant la fouille d'une maison, elle s'ouvre petit à petit à lui en tournant cela sous forme de jeu (une question et une réponse par pièce fouillée) : Michonne lui confie l'existence de son fils Andre et de Mike, ainsi que leur décès après le début de l'épidémie.
À dater de ce moment, ils se rapprocheront beaucoup. À leur retour à proximité de la maison où se reposait Rick, ils réceptionnent celui-ci à l'extérieur tandis qu'il fuyait discrètement ladite maison, envahie entretemps par un groupe de survivants inconnus (et présentés comme peu recommandables), puis ils se dirigent précipitamment vers le « sanctuaire » indiqué au terminus d'un chemin de fer. Sur les rails, elle s'amusera avec Carl, avec qui elle tisse une amitié complice.
Dans le final A, le trio est confronté au groupe de Joe (qui poursuivait Rick, identifié comme le meurtrier de Lou, l'un des leurs, dans la maison précédemment occupée) et retrouve Daryl, qui a entretemps intégré leur bande au gré des circonstances mais intervient en faveur de ses amis, ignorant jusque-là l'identité du meurtrier qu'ils recherchaient. Après une menace de viol sous-entendue et une exécution promise à Michonne, Rick tue Joe ce qui permet à la jeune femme de sauter sur l'occasion pour tuer son ravisseur. Rick a éviter un sort terrible à ses compagnons, dont Michonne. Après elle console Carl qui a failli lui-même être violé par l'un d'eux (Dan, que son père a assassiné en le saignant sauvagement). Elle dit à Carl avant d'entrer dans le Terminus qu'avant, elle était un monstre et que c'est Andrea, lui et son père qui l'ont remise sur le droit chemin.
Avec Daryl, ils finissent par atteindre le Terminus, mais se rendent compte que c'est un piège (en repérant sur des résidents des effets personnels appartenant à leurs amis) et tentent de fuir : ils sont cependant capturés, et la « femme au sabre » est enfermée avec ses amis dans un wagon où ils retrouvent Glenn, Maggie, Sasha, Bob, Tara, Abraham et Rosita.

### Saison 5
Elle parvient à fuir le Terminus avec le reste du groupe avec l'aide de Carol. Elle se sert maintenant d'armes à feu car son katana est resté au Terminus.
Elle et le reste du groupe viennent en aide à Gabriel Stokes et prennent son église comme refuge temporaire.
Son katana est récupéré lors de l'attaque de l'église Saint-Sarah, sur un des hommes du Terminus.
Après l'escapade du père Gabriel, Michonne et Carl le secourent puis enferment les rôdeurs qui le poursuivent dans l'église. Soudain, le camion de pompier du GREATM arrive et bloque l'entrée.
Le groupe reformé à l'église va se rendre au Grady Memorial Hopital au moment où Daryl transporte le cadavre de Beth.
Dans l'épisode Ce qui s'est passé et le monde dans lequel on vit, Michonne, Rick, Glenn et Tyreese accompagnent Noah dans son ancien campement à Richmond en Virginia, mais tout le monde est mort. Peu après, Tyreese meurt après avoir été mordu et amputé du bras. Après la mort de Tyreese, Michonne essaie de raisonner Sasha qui prend le même chemin que Tyreese quand Karen est décédée dans la quatrième saison.
Durant le trajet jusqu’à Washington DC, elle reprend une place de leader après que Rick ait frappé Aaron le survivant que Maggie et Sasha ont rencontré, elle ordonne presque au groupe qu'il faut vraiment avoir besoin d'un endroit comme la communauté de Aaron pour reprendre leur vie en main et faire une pause. Comme le reste du groupe, elle atteint Alexandria Safe Zone à la fin de l'épisode La Distance.
Contrairement à Rick qui se méfie de l'insouciance de la communauté d'Alexandria, Michonne veut y croire et dépose son katana sur un mur de sa nouvelle maison.
Deanna lui donne comme à Rick le poste de "gardien de la paix" à Alexandria.
Par la suite elle assomme Rick à la fin de sa bagarre avec Pete mais le défend quand il est menacé d'être expulsé.
C'est avec son katana que Pete égorge Reg. Par la suite, Abraham l'immobilisa au sol et Rick lui mit une balle dans la tête .Dans la scène post générique fin de saison 5, Michonne veut remettre son arme au mur, avant de se raviser et de la rengainer dans son dos.

### Saison 6
Elle est volontaire pour aider à se débarrasser de la horde de zombie en faisant équipe avec Rick et Morgan. Elle se rapproche de Morgan qui se demande si elle ne lui aurait pas volé une barre énergétique au beurre de cacahuètes (dont ils sont tous deux friands) à leur dernière rencontre. Tous les deux sont déçus quand Rick achève Carter. Mais soudain un klaxon retentit en provenance d'Alexandria. Elle y retourne précipitamment avec Glenn et des Alexandriens afin de précéder la horde.
Rick décida de retourner chercher le camping-car en cours de chemin, se séparant du groupe : après plusieurs mésaventures sur le chemin (et la séparation avec Glenn et Nicholas), elle fait partie avec Heath et Scott des seuls survivants revenus aux portes d'Alexandria, ayant perdu en chemin Sturgess, Barnes, Annie et David, qui s'était fait mordre puis plus tard, dévoré en tentant  d'échapper aux rôdeurs avec  Michonne en escaladant une grille. Michonne doit sa survie à Heath, qui tuait les rôdeurs derrière la grille avec son pistolet. Sans cette aide précieuse, elle aurait subi le même sort que David.
À l'intérieur, elle prévient Maggie de la disparition de Glenn puis se précipite pour ouvrir les portes à Rick, à bout de souffle, poursuivi par la horde. Elle va discuter avec Rick d'un plan de sauvetage de Glenn, Daryl, Sasha et Abraham. Elle demande à Rick d'inclure les habitants d'Alexandria dans ce plan.
Quand le mur d'enceinte s'écroule, elle aide Rick à porter Deanna chez Jessie Anderson. Elle défend la maison contre les rôdeurs avec l'aide de Rick et recueille les derniers conseils de Deanna, qui est condamnée par sa morsure. Selon sa volonté, ils l'abandonnent sur place avec une arme pour se suicider (bien qu'elle choisira au dernier moment d'affronter les morts en face) pendant que Rick, Carl transportant Judith, Gabriel, les Anderson et elle tenteront une sortie en direction de l'armurerie, camouflés sous des organes et du sang de rôdeurs.
À mi-chemin, ils s'écartent temporairement de la horde et changent de plan tandis que Michonne fait le guet, et Gabriel emporte Judith avec lui pour l'abriter dans son église. Le soir tombé, passé le choc de la mort atroce de Sam et Jessie qui paniquent et sont dévorés sous leurs nez, Michonne est obligée d'empaler Ron avec son sabre car il menaçait de tuer Rick avec son arme à feu : toutefois, le coup de feu de Ron part quand même et atteint l’œil droit de Carl, qui perd connaissance. Tandis que Rick le ramasse et le porte à bout de bras, Michonne les couvre et l'aide à se frayer un chemin parmi les morts jusqu'à l'infirmerie. Elle assiste Denise avec les autres survivants présents (Heath, Spencer et Aaron) pour aider aux soins d'urgence de Carl pendant que Rick contient seul la horde à l'extérieur.
Dès que Denise lui assure de pouvoir gérer la suite seule, Michonne embrasse Carl sur le front et fonce avec les autres rejoindre Rick, progressivement imités par les autres Alexandriens tandis qu'ils nettoient la zone de sûreté de ses rôdeurs durant la nuit.
Après avoir aidé la communauté à décimer la horde de rôdeurs qui avait envahi Alexandria, Michonne aperçoit Spencer Monroe du haut des remparts en train de sortir d'Alexandria. Elle décide de le rejoindre, et les deux surprendront Carl attirant sciemment vers lui Deanna Monroe, transformée en rôdeur : contrairement à ce qu'elle s'imaginait quand elle disputera son ami plus tard dans la journée pour son attitude.
Carl expliquera qu'il ramenait simplement Deanna auprès d'eux afin que son fils puisse l'achever lui-même, estimant que ce devait être dévolu à un être cher au défunt et affirmant à Michonne qu'en qualité de meilleure amie, il souhaiterait qu'il en soit de même pour elle si ça devait lui arriver.
Michonne seconde Spencer pour achever puis enterrer sa mère sous un arbre. Elle se rapproche plus que jamais de Rick lorsqu'il lui demande banalement le soir de son retour d'expédition avec Daryl (et un prisonnier indéterminé du nom de Jesus), de lui raconter sa journée : une tension montant subitement entre eux, ils s'embrassent puis couchent ensemble.
Elle participe au voyage au camp de la colline puis à l'attaque contre le building des sauveurs. Après le nettoyage du bâtiment, elle vit tout comme Rick, Glenn et Daryl des photos de personnes avec le crâne écrasé, des photos horribles et difficiles à regarder. Peu après un sauveur s'échappe à moto, Sasha l'arrête en tirant sur l'épaule du sauveur se prénommant Primo et on entend une voix dans sa radio qui annonce la prise en otage de Carol et Maggie. Heureusement ses dernières parviendront à se débarrasser de leur geôliers avant l'intervention du groupe de Rick.
Dans l'épisode Est, Glenn et Michonne partent à la poursuite de Daryl malgré la tentative d'Abraham de les en empêcher. Rosita les accompagne car elle sait où il se dirige. Ils suivent sa trace et trouvent Daryl dans la forêt dans la direction où Dwight et son groupe s'étaient enfuis. Malgré les tentatives de Glenn et Michonne de le raisonner et de le faire rentrer à Alexandria, Daryl part à la recherche de Dwight et Rosita le suit, se sentant responsable de la mort de Denise. Sur le chemin du retour, Glenn et Michonne se font encercler par Dwight et son groupe qui les attachent et les laissent au milieu de la forêt comme appât pour Daryl et Rosita. Ces derniers tombent dans le piège en venant les secourir.
Dans l'épisode final Dernier jour sur Terre, le groupe de Rick est pris au piège. Les « Sauveurs » la libèrent en compagnie de Glenn, Rosita et Daryl affaiblis par la blessure par balle de Dwight. Alors pour qu'ils attendent tous à genoux la sentence de Negan. Après un discours sous haute tension, Negan fait son choix et sa batte Lucille s'abat alors sur l'un d'eux...

### Saison  7
À la fin du « Am Stram Gram » Negan désigne Abraham comme victime. Il le frappe une première fois avec Lucille, pourtant, Abraham se relève tant bien que mal. L’assaillant est impressionné par sa « souplesse », ce à quoi Abraham réplique « suce mes boules ». Negan abat alors Lucille encore et encore sur la tête d'Abraham qui finit par mourir.
Alors que l'assassin se moque des pleurs de Rosita et la provoque, Daryl n'arrive plus à se contrôler, se relève et le frappe au visage mais est rapidement maîtrisé par Dwight. Negan décide de ne pas tuer Daryl mais pour le punir de cette insubordination, il utilise une nouvelle fois Lucille : cette fois, il fracasse le crâne de Glenn devant le reste du groupe, désespéré et en pleurs, devant les yeux horrifiés de Maggie.
Par la suite, Michonne essaiera de tirer avec un fusil de précision pour mieux manier les armes à feux. Elle sera obligée par Rick de le donner à Negan. Elle décidera de prendre les choses en main et captura une sauveuse pour l'amener au Sanctuaire, le plan échoua. Après les morts d'Olivia et Spencer, elle part avec Rick, Carl, Rosita, et Tara à la Colline.
Après le refus de Gregory pour former alliance contre Negan, le groupe part au Royaume et retrouve Morgan. Ezékiel refuse aussi de former alliance. Sur l'autoroute du retour, Michonne et Rick parviennent à tuer une grande quantité de rodeur avec un fil barbelé. Elle fait partie du groupe qui recherche Gabriel et rencontre le groupe de la Décharge. Elle partira en mission avec Rick pour trouver des armes mais le duo manquera de se faire tuer.
Elle sera grièvement blessée durant le final après un combat contre l'un des membres du groupe de Jadis. Elle finit cependant à faire passer son adversaire par-dessus le balcon.
Sous les yeux de Rick et Carl, pensant que Michonne venait de mourir.

### Saison 8
Rick charge Michonne et Carl de protéger Alexandria durant l'assaut du Sanctuaire et des avant-postes des Sauveurs.
Mais après la première attaque, Michonne ne peut plus attendre plus longtemps et fait un raid avec Rosita vers le Sanctuaire. En chemin, elles déjouent, avec l'aide de Daryl et Tara, un stratagème des Sauveurs visant à ameuter les rôdeurs hors du Sanctuaire avec un camion diffusant de la musique.
Le soir même, Carl organise avec Michonne puis Daryl, et aide les habitants d'Alexandria à s'enfuir lors de l'attaque surprise de Negan et de ses hommes allant jusqu'à feindre de se sacrifier auprès de celui-ci pour les distraire et permettre l'exécution d'un stratagème.
Arrivant à faire croire aux Sauveurs qu'ils ont réussi à fuir Alexandria, Carl a en fait dissimulé sa communauté dans les égouts situés sous la zone de sûreté et arrive à se rendre auprès d'eux sans se faire repérer. Patientant durant la mise à sac de leur foyer. Dans la scène finale, quand Rick et Michonne les rejoignent, Carl paraît malade et leur révèle qu'il a été mordu à l'abdomen.
Durant sa lente descente vers sa mort aux côtés de Rick et Michonne, il les assure de l'absence de coupable à blâmer, les rassure et revient sur son propre parcours, ainsi que le rôle primordial que son père a joué dans son existence afin de lui faire devenir celui qu'il est devenu. Finalement, Rick ne souhaitant pas que son fils meure dans un endroit pareil, il se fait aider par Michonne pour le ramener à la surface, dans leur maison. Ils devront cependant s'arrêter à mi-chemin dans un autre bâtiment, Carl ne pouvant aller plus loin.
Contre la réticence de Rick et Michonne (Qui finissent tout de même par lui faire adieux et promesses pour la suite), il se saisit de son arme pour se préparer à se suicider, considérant qu'il peut le faire lui-même tant qu'il en est encore capable. On comprend hors-champ par un bruit de silencieux, entendu au petit matin tandis que Rick et Michonne attendaient et fondent en larmes à l'extérieur, que Carl a été jusqu'au bout. Il est enterré par son père et sa belle-mère dans l'enceinte d'Alexandria.
Avant la fuite d'Alexandria, Rick et Michonne échouent face à l'invasion des rôdeurs et malgré leurs obstinations, à sauver un kiosque en flammes représentant un souvenir important de Carl, qui l'appréciait apparemment beaucoup. Parallèlement, elle souhaite que Rick lise la lettre que son fils lui a laissée mais ce dernier n'est pas encore prêt. Michonne le rassure et lui dit de prendre le temps qu'il lui faut.
Entre-temps, elle a une conversation assez élevée avec Enid au sujet de Carl. Pour lui dire à quel point Carl était courageux et en aucun cas il a baissé les bras. Plus tard, alors que Michonne fait une promenade à Judith dans La Colline. Elle voit Rick sur un balcon en train de commencer à lire la lettre de son fils défunt.
Peu avant la fin du conflit, Michonne très affectée, se rend à distance respectable du Sanctuaire et use du même procédé pour lire à Negan sa lettre écrite par Carl par talkie-walkie. Elle cite dans cette lettre que Carl fait mention à Negan d'arrêter la guerre et d'essayer de bâtir une nouvelle civilisation. Negan refuse.
Durant l'assaut final, Michonne et tous les autres préparent leurs offensives contre l'attaque de Negan. Ils se rendent à un point de rendez-vous mais Negan les a devancés encerclant Rick et tous ses hommes. Pris au piège, les hommes de Negan commencent à faire feu. Mais Eugène à trafiquer toutes les armes des Sauveurs les rendant inutilisables. Après un combat contre Negan Rick réussit à ouvrir la gorge de Negan. Il demande à Siddiq de le sauver.
Sous l'interdiction de Maggie qui veut venger la mort de son mari, Michonne la retient. Dans la scène finale Negan est retenu attaché sur un lit d'Alexandria. Michonne et Rick lui disent qu'à partir de maintenant ils appliquent les souhaits de Carl, de bâtir une nouvelle communauté tous ensemble de commencer un nouveau départ, une nouvelle vie. Mais Negan pourra tout admirer depuis sa nouvelle prison puisque que le couple décide que c'est la prison à vie qu'il mérite.

### Saison 9
Un an et demi s'est écoulé depuis la fin de la guerre contre Negan et les Sauveurs.
Michonne participe avec Rick et d'autres membres des communautés à une mission au musée d'histoire naturelle. Elle rejoint par la suite le sanctuaire et parle avec Rick du choix qu'ils ont fait en laissant Negan en vie.
Pendant que Rick s'occupe de la construction du pont, elle reste à Alexandria pour s'occuper de Judith et de la ville. Elle a une discussion avec Rick au sujet d'avoir un enfant dans le futur. Elle a une discussion avec Negan qui refuse de manger.
Toujours à Alexandria elle est mise au courant de l'arrivée de Maggie voulant tuer Negan, elle bloque l'entrée et malgré une discussion animée, Michonne lui donne les clés de la cellule. Maggie ressort et Michonne remarque que le pied-de-biche est propre et en conclut que Negan est vivant.
Elle est mise au courant de la situation au pont et part avec Maggie. Ils arrivent où elle voit Rick blessé attirer la horde sur le pont, n'attendant pas les ordres de Maggie ; elle court le rejoindre et alors qu'elle crie son nom, Rick fait exploser le pont. Elle est en larmes et veut rejoindre le pont mais est retenue par Maggie et Carol.
Après la disparition de Rick, Michonne rechercha avec Daryl le corps de Rick mais ne retrouva que son arme. 8 mois plus tard, Alexandria ramena un groupe d'enfants et le seul adulte Jocelyn qui se révéla être une amie de longue date de Michonne. Après une soirée, Michonne découvrit la trahison de Jocelyn qui avait vidé le garde-manger et l'infirmerie pour s'enfuir avec ses enfants et en kidnappant Judith et les autres enfants de la communauté.
Michonne et Daryl firent équipe pour sauver les enfants mais fut capturé et marquer au fer rouge. Daryl libera Michonne et partie à la recherche de Judith. Sur le chemin elle fut poignardée par l'un des enfants de Jocelyn avant d'être attaqué par cette dernière que Michonne tua devant les enfants. Michonne tenta de les raisonner mais fut contraint de les tuer. Elle finit par retrouver Judith et les autres enfants de la communauté. Elle les ramena à Alexandria. À la suite de cet événement elle isola Alexandria et coupa contact avec les autres communautés. Elle accoucha d'un petit garçon nommé Rick Junior.
Six ans plus tard, elle se montre hostile au nouveau groupe ramené par Judith, Aaron, Rosita, Eugène et Laura. Elle les envoie en détention en attendant que le conseil vote. Durant la réunion du conseil, elle dévoile que Magma est une ancienne détenue et rappelle que leur hospitalité a failli les tuer dans le passé, elle quitte le conseil en ajoutant que son vote était déjà fait. Par la suite, elle s'entraîne avec Judith, qui l'a surprise à parler avec Rick. Le soir, Magma lui donne son dernier couteau. Elle a une conversation avec Judith sur ce qu'aurait fait Rick. Le lendemain, elle décide de mener le groupe de Magma à la colline.
Michonne, DJ et Siddiq escortent le groupe de Magma jusqu'à leur dernier campement. Michonne confisque leurs armes contre l'avis de Magma et annonce que Siddiq et Dj feront le reste du voyage avec eux. Siddiq tente de convaincre Michonne de finir le voyage avec eux mais cette dernière refuse de continuer en parlant d'un conflit avec Maggie et de sa possible réaction si elles se retrouvent.
Siddiq lui avoue que Maggie a quitté la Colline et qu'elle est allée aider Georgie à s'occuper d'un groupe. La nuit Michonne surprend Luke et pensant qu'il allait l'agresser détruit par mégarde son instrument de musique. Le lendemain  le campement est attaqué par les rodeurs, unis le groupe réussi à s'enfuir. Sur la route vers la Colline, il croise deux gardes qu'il les informe que Rosita a été retrouvée blessé. Michonne les autorise à se rendre à Alexandria.
Michonne et le groupe sont accueillis froidement par Tara à la Colline qui l'informe qu'Aaron, Daryl et Jesus sont partis à la recherche d'Eugène. Plus tard elle réprimande Siddiq de ne pas l'avoir informé qu'Aaron était toujours en contact avec la Colline et à peur que la communauté les espionnes. Elle se montre ravie de retrouver également Carol venu déposer Henry. Michonne est désolée de l'état du Royaume mais refuse d'envoyer une délégation pour la foire organisée par le Royaume exprimant le fait que chaque communauté doit s'occuper d'elle-même.
Par la suite à l'infirmerie, Rosita explique la situation à Michonne et Siddiq qui la croient et Michonne part retrouver Daryl, Aaron et Jesus. Elle arrive à temps pour aider Eugène et est rejoint par Magma et Yumiko qui l'ont suivi depuis la Colline. Le groupe assiste à la mort de Jesus et combat les rodeurs. Daryl montre à Michonne que ce sont des humains qui se cachent sous les masques de Rodeurs. Le groupe se retrouve encerclé par les chuchoteurs.
Encerclé, Michonne couvre le groupe pendant que ces derniers fuient. Yumiko lui sauve la vie en tuant un chuchoteur qui allait la poignarder dans le dos. Sur le chemin, elle remercie Daryl d'avoir cherché le corps de Rick quand ce dernier s'excuse. Le groupe décide de tendre un piège au groupe de rodeur qui les suit. Michonne et Daryl abattent le groupe et épargne une gamine qu'ils emmènent à la Colline.
Michonne et Tara l'interrogent mais la prisonnière est paniquée et ne répond pas. Michonne annonce à Tara qu'elle devra poursuivre l'interrogatoire sans elle. Elle demande à Daryl d'aider Tara et de faire ce qu'il doit être fait pour protéger la Colline. Elle assiste à l'enterrement de Jesus et repart vers Alexandria avec Aaron, Rosita, Eugène, DJ et Siddiq.
À Alexandria, Michonne rappelle les règles de sécurité en mentionnant que la mission de Rosita et Eugene confié par Gabriel ont conduit à la mort de Jesus. Siddiq révèle qu'elle refuse d'envoyer une délégation au Royaume et a parlé au nom de tous elle rappelle la menace des chuchoteurs soutenu par Aaron. Plus tard, elle rend visite à Negan et elle lui demande pourquoi il est revenu. Elle refuse ses conseils et ordonne qu'on boucle ses fenêtres quand elle aperçoit Judith. Chez elle, elle regarde RJ dormir quand Judith rentre de son entraînement.
Michonne est choquée quand Judith lui révèle qu'elle parle à Negan, Judith défend Negan et accuse Michonne d'avoir changé, cette dernière l'envoie dans sa chambre. Elle rend visite à Aaron et explique qu'elle va laisser le conseil décider pour la participation à la foire. Dans la salle du conseil, elle assiste au départ de la délégation.
Michonne se remémore un souvenir traumatisant quand elle regarde le pistolet de Rick. Aaron arrive et la prévient que Daryl est là mais qu'il n'est pas seul. Michonne autorise le groupe à rentrer. Daryl s'excuse d'être venu et Connie remercie Michonne. Michonne demande à Laura de surveiller Lydia. Plus tard, elle demande à parler à Lydia seule et Henry la remercie d'avoir envoyé une délégation au Royaume, celle-ci avoue que si elle avait su, elle n'aurait rien fait. Elle parle avec Lydia et lui mentionne le danger qu'elle représente pour eux.
Le soir, elle fait ses au revoir au groupe, Daryl pense que Judith lui en veut et demande à Michonne de lui dire la vérité, celle-ci ne veut pas gâcher son enfance. Au cours du diner avec ses enfants, elle remarque l'attitude distante de Judith. Le matin, elle souhaite lui parler mais n'est plus là. Elle part voir Negan qui lui dit qu'il ne l'a pas vu depuis hier. Michonne lui demande pourquoi elle vient le voir et celui-ci répond parce qu'il lui raconte la vérité sur Rick, Carl et sur les meurtres de Glenn et Abraham.
Michonne comprend qu'elle est partie rejoindre Daryl et part la retrouver. Elle la retrouve en train de combattre des rodeurs et la sauve. Michonne lui raconte l'histoire de Jocelyn mais Judith dit qu'elle s'en souvient et qu'elle ne l'avait pas reconnu avec tout ce sang. Les deux rentrent à Alexandria et se recueillent sur la tombe de Carl. Elles partent vers le Royaume et rejoignent Daryl, Connie, Henry, Lydia et Clebs.
Le groupe arrive au Royaume où Michonne et Judith sont chaleureusement accueillies par Carol et Ezekiel, Tara arrive furieuse que Daryl ait ramené Lydia. Les chefs des communautés se réunissent où Michonne et Gabriel annoncent qu'Alexandria accueillera désormais Lydia parmi eux. Tara exprime son mécontentement et exprime sa peur que la Colline soit attaquée par Alpha. Carol annonce qu'elle emmènera un groupe de soldast. Oceanside suit suivi de Michonne et Gabriel qui expriment leur soutien. Les chefs signent le traité rédigé par Michonne qui se réconcilie avec Tara.
Elle informe Siddiq qu'elle part avec le premier groupe vers la Colline et lui demande de veiller sur Judith. Le groupe rejoint les maraudeurs et découvre des gens de la Colline mort. Elle part avec Carol, Daryl et Yumiko à la recherche des assaillants. Le quatuor se retrouve vite piégé par des rodeurs suivi de chuchoteurs. Ils sont capturés par Beta et présentés à Alpha qui revient du Royaume.
Michonne tente de parler mais Alpha emmène Daryl. Le matin, Daryl les rejoints libre. Sur le chemin, ils retrouvent Siddiq blessé et attaché à un arbre, il les emmène à la frontière tracée par Alpha où se trouvent les têtes zombifiées de Ozzy, Highwayman, DJ, Frankie, Tammy, Addy, Rodney, Enid, Tara et Henry plantées sur des pics. Plus tard, elle écoute avec les autres le discours de Siddiq sur la combativité du groupe.
Michonne répond à l'appel d'Ezekiel et rejoint le Royaume pour escorter la communauté jusqu'à la Colline. Sur le chemin, elle interroge Yumiko sur l'avenir de la Colline qui a envoyé une lettre à Maggie pour l'informer de la situation sans réponse. La neige commence à s'intensifier, Michonne suggère que le groupe aille au Sanctuaire. Elle parle avec Ezekiel de l'isolement qu'elle a fait subir à Alexandria et regrette son choix.
Le Sanctuaire étant en ruine. Carol suggère de passer par le territoire d'Alpha, Michonne soutient l'idée. Le groupe affronte les rodeurs qui émergent de la neige. Ils parviennent à rejoindre la Colline. Le lendemain, Michonne, Aaron, Carol, Daryl et Lydia rentrent à Alexandria ou Judith et RJ les accueils. Une bataille de boule de neige éclate. Michonne vient remercier Negan d'avoir sauvé Judith, il complimente Judith et ne veut pas faire souffrir Michonne. Elle s'étonne quand Negan s'intéresse à l'expédition et la félicite d'être passé sur le territoire de Alpha.

### Saison 10
Quelques mois après la tempête de neige, Michonne et la Coalition forment un rassemblement afin de former plusieurs résidents des communautés à faire face à des missions. Elle participe à un exercice d'entraînement sur la plage d'Oceanside. Alors qu'Ezekiel et Jerry libèrent méthodiquement les rôdeurs d'un bateau naufragé, Michonne et le groupe travaillent ensemble pour éliminer la menace des rôdeurs.
Plus tard, Michonne et Daryl font un debrief de leur session de formation. « Tara aurait été fière », dit Daryl. Ils disent aussi que Rick aurait adoré le fait que les enfants voient la plage pour la première fois. Un peu plus tard, Michonne écoute Aaron à la radio de Gabriel à Alexandria pour l'avertir de la découverte récente du masque Chuchoteur sur la plage, suggérant qu'ils sont en quarantaine.
Michonne leur conseille plutôt de rester vigilants pendant qu'ils se séparent et de chercher d'autres signes des Chuchoteurs.
Plus tard, Aaron demande à Michonne si ce sont les gentils, lui rappelant que ce sont les méchants dans les histoires des autres. Soudain, il aperçoit des rôdeurs sur un pont et se précipite pour les tuer. Michonne le sauve et lui rappelle avec colère de ne pas franchir la frontière d'Alpha. Cependant, Aaron lui rappelle les gens qu'ils ont perdus et affirme qu'il est fatigué d'être gentil. Michonne réitère qu'il doit encore être prudent.
Michonne envoie ensuite un message radio à tout le monde pour qu'ils reviennent, mais Yumiko lui dit qu'ils ont trouvé quelque chose. Dans les bois, ils la rattrapent et trouvent un camping abandonné plein de cadavres et une peau de rôdeur. Aaron déclare qu'un des Chuchoteurs est venu ici. À Oceanside, Michonne explique à Aaron que les gens ne peuvent pas avoir peur à cause de l'impact de la peur sur la communauté. Elle lui dit aussi qu'ils doivent choisir d'être les gentils, même quand c'est difficile.
Michonne entend alors Judith raconter à RJ l'histoire de Rick faisant sauter le pont pour sauver ses amis. « Il est mort et est allé au ciel », raconte Judith à RJ à propos de « l'homme courageux » dans son histoire. Michonne pleure et s'avance pour les serrer dans ses bras en leur disant qu'elle ferait n'importe quoi pour les protéger. Soudain, une explosion retentit et tout le monde lève les yeux pour voir des traînées de feu s'échapper du ciel.
Cette nuit-là, Michonne et les autres décident de traverser la frontière d'Alpha pour éteindre l'incendie et l'empêcher de brûler Oceanside. Ils découvrent les restes du satellite et commencent à combattre l'incendie. Certains utilisent de l'eau tandis que d'autres creusent un trou pour empêcher le feu de se propager jusqu'au matin. Le groupe manque d'eau lorsqu'un troupeau de rôdeurs s'approche du groupe. Le dos au feu, le groupe se prépare au combat.
Michonne et le groupe prennent leurs marques et commencent à se battre contre la horde. Tandis qu'ils continuent à tuer les rôdeurs, Daryl lance une hache pour abattre un arbre et le faire tomber sur quelques rôdeurs. Plus tard, le feu est éteint et tout le monde récupère. Eugène demande à Michonne s'il peut récupérer le satellite pour des pièces de valeur et elle accepte à contrecœur, faisant en sorte que tout le monde l'aide. Elle demande ensuite à Aaron où Daryl et Carol sont allés.
Michonne et le reste des résidents d'Alexandria font face à des vagues de rôdeurs qui affluent sur les portes de la communauté au cours des 49 prochaines heures. Après avoir gagné la bataille épuisante, Michonne s'occupe de ses enfants même si Judith lui rappelle qu'il n'est pas sécuritaire de dormir. Elle reçoit un appel sur sa radio et découvre qu'un nouveau groupe de rôdeurs s'approche de plusieurs directions. Le matin, Michonne aide à nettoyer la communauté des cadavres pendant qu'Eugène prévient qu'il faudra une heure avant que la prochaine vague ne frappe. Elle est fatiguée et Daryl ressent sa frustration. Soudain, Gamma arrive à la porte pour leur dire d'aller à la frontière nord, de déposer leurs armes et d'attendre Alpha. Michonne lui demande de rappeler leurs rôdeurs mais elle jure qu'ils ne sont pas à eux.
Plus tard dans la journée, lors d'une réunion d'urgence du conseil, Michonne dit aux résidents qu'attaquer les Chuchoteurs avec un plan approprié n'est pas intelligent en raison du grand groupe qu'Alpha a en sa possession. Elle dit ensuite à tout le monde qu'au lieu de se venger, elle et un petit groupe vont rencontrer Alpha à la frontière pour régler les choses. Michonne divise ensuite un plan : Gabriel dirigera un groupe contre la vague nord, Aaron s'occupera de la vague sud, et elle emmènera un groupe à la frontière.
Cette nuit-là, Michonne, Daryl, Carol et quelques autres arrivent à la frontière et déposent leurs armes. Alpha arrive avec quelques Chuchoteurs et leur rappelle de ne pas s'approcher de sa terre. Michonne explique que l'incendie aurait détruit Oceanside et qu'ils n'ont traversé qu'une seule fois, mais Alpha lui rappelle deux autres fois qu'ils sont entrés par effraction. Alpha déclare qu'il n'y aura pas d'effusion de sang et annonce plutôt qu'elle déplace la frontière comme punition. Carol dit qu'ils n'ont pas à écouter ses conneries.
Daryl essaie de la faire partir, mais Alpha dit que Carol doit baisser les yeux puis de regarder ses pieds. Alpha dit à Carol qu'elle devrait avoir peur d'elle, mais Carol dit qu'elle ne ressent rien du tout en la voyant. Alpha lui avoue qu'Henry a crié le nom de sa mère avant qu'elle ne le décapite, ce qui a poussé Carol à sortir son arme et à tirer. Michonne parvient à baisser le bras de Carol pour qu'elle rate son tir alors que les Chuchoteurs sortent leurs armes. Michonne s'excuse auprès d'Alpha pour le comportement de Caro et lui dit : « Je m'excuse auprès de mon amie on a pas dormi et tu sais ce qu'elle a perdue ».
Alpha tourne son regard vers Carol et lui pardonne son action « De mère à sa mère ». De retour dans leur camp, Carol dit à Michonne : « La salope doit mourir. » Daryl dit à Michonne qu'elle n'est plus la même depuis le bateau. Soudain, Michonne et les autres entendent Carol tirer et elle prétend qu'elle a repéré des Chuchoteurs à proximité.
Après avoir fouillé dans les bois, Michonne suggère à Carol que les pilules qu'elle prend l'affectent, mais Carol n'est pas de cet avis. Le groupe arrive ensuite dans une école abandonnée pour se reposer. Un peu plus tard, Michonne et les autres entendent les appels à l'aide de Carol et entrent dans le gymnase pour la trouver debout sur plusieurs rôdeurs qu'elle a tués. Elle et les autres décident de retourner à Alexandria pour que Carol puisse être soignée à l'infirmerie et se reposer correctement. Après que Siddiq et Dante aient informé Michonne et Daryl pour Carol que tout allait bien, ils la ramènent à la maison pour qu'elle puisse dormir.
Le lendemain matin, Michonne s'approche de Siddiq et lui demande s'il va bien. Il dit qu'il est juste fatigué, alors elle part voir Carol. Quand Michonne parle avec Carol, elle jure qu'elle a vu ces Chuchoteurs, mais Michonne dit que personne d'autre ne les a vus. Elle retourne ensuite chez elle pour se reposer à côté de ses enfants. Judith s'occupe de R.J. pendant que Michonne dorment avec eux. Elle explique que c'est sans danger pour l'instant.
Dans l'épisode 4, Michonne et ses enfants dînent ensemble et rient en compagnie de Daryl. Le lendemain matin, Michonne laisse R.J. responsable de Daryl alors qu'elle conduit un convoi vers La Colline pour aider la communauté après la chute d'un arbre. En chemin, Michonne dit à Judith de ne jamais croire ses ennemis sur parole. Judith suggère que les Chuchoteurs essaient probablement de les fatiguer comme le fait R.J. avant qu'il ne s'endorme, impressionnant sa mère.
Soudain, Michonne aperçoit Ezekiel se promenant seul dans les bois et ordonne au groupe de continuer vers La Colline.
Michonne entre dans les bois alors que le cheval d'Ezéchiel galope devant elle. Elle le trouve alors au bord d'une falaise en train de réfléchir au suicide. Michonne l'eloigne et lui dit ne de pas faire une chose stupide, sous l'impulsion Ezekiel embrasse Michonne. Après quelques secondes, il s'éloigne et s'excuse. Ils s'assoient ensuite ensemble pour parler. Ezekiel dis à Michonne qu'ils auraient pu être ensemble dans un autre univers et lui rappelle combien il a perdu.
Elle admet qu'elle était autrefois jalouse des rôdeurs, souhaitant qu'ils la mordent. Elle lui dit aussi que tout s'améliore à la fin quand elle se souvient de Rick, ce qui la fait pleurer. Ils retournent ensuite à leurs chevaux et Ezekiel la remercie pour ses conseils et son soutien.
Plus tard dans la nuit, Michonne et le convoi arrivent pour aider les habitants de La Colline à combattre les envahisseurs. Tout en se battant, Michonne remarque Judith en train de tuer seule des rôdeurs et sourit à l'idée que sa fille suive ses pas. Une fois le combat terminé, Daryl appelle Michonne par radio, pour la tenir au courant de la situation concernant le sort de Negan. Michonne demande si elle doit rentrer à la maison, mais Daryl lui dit de rester aussi longtemps que La Colline a besoin d'elle.
Michonne lui dit alors que Lydia doit rester peu importe le résultat parce qu'elle croit qu'Alpha sera plus sévère avec eux si Lydia est partie depuis qu'elle a confié la sécurité de sa fille à Daryl. Elle lui demande ensuite d'être son mandataire lors du vote du conseil. Avant de signer, elle reçoit un appel d'urgence d'Oceanside lui demandant de l'aide en raison de rapports d'activité des Chuchoteurs.
Le lendemain matin, Michonne annonce lors d'une réunion qu'elle livrera du ravitaillement à Oceanside après avoir reçu des rapports d'activités potentielles des Chuchoteurs. Elle décide également d'emmener Judith avec elle après avoir fait ses preuves dans la bataille. Plus tard dans la journée, Michonne et un groupe préparent leur convoi et se dirigent vers Oceanside.
Dans l'épisode 8, Michonne et le groupe poursuivent leur voyage vers Oceanside lorsqu'ils s'arrêtent brièvement après que Scott ait croisé de récentes empreintes de pas sur leur chemin. Elle dit au groupe de rester vigilant et de se taire pour éviter de rencontrer des Whisperers. Lorsque Luc suggère de s'arrêter dans une bibliothèque voisine pour chercher d'autres livres, Michonne s'y oppose d'abord, mais finit par accepter après que Judith se soit plainte qu'elle a déjà lu presque tous les livres à Alexandria.
Lorsque le groupe se dirige à l'intérieur de la bibliothèque, Michonne reçoit un message de Magna où elle est informée de la mort de Siddiq et du fait que Dante était un chuchoteur sous couverture. Après avoir entendu Luke crier à l'aide, elle et le groupe le trouvent dans la section musique où il explique qu'il a été sauvé par un homme avant sa fuite. Michonne prend le sac à dos de l'homme qui a été laissé derrière et informe Luke de la mort de Siddiq.
Plus tard dans la journée, le groupe arrive à Oceanside et Michonne informe Cyndie et Rachel des événements récents. Elle leur pose ensuite des questions sur l'arrivée de nouveaux arrivants dans leur communauté, expliquant que Dante est arrivé à Alexandria avant que le satellite ne s'écrase. Alors qu'elle suggère d'utiliser un autre système pour examiner les nouveaux arrivants, Michonne témoigne alors que les résidents amènent l'homme qui a sauvé Luke au camp et l'accusent d'être un Whisperer. Alors que l'étranger supplie qu'il veut simplement retourner auprès de sa famille, Michonne sort son sabre et exige qu'il réponde à ses questions. Lorsque les rôdeurs envahissent soudainement le lieu, elle aide à éliminer la menace et félicite Judith après avoir empêché l'homme de s'échapper.
Ce soir-là, Michonne interroge l'homme sur ses motivations. Il prétend qu'il ne cherchait que du ravitaillement et qu'il veut maintenant rentrer chez lui. Quand elle demande pourquoi il a sauvé Luke, il dit que la miséricorde est rare de nos jours. Elle devient émotive après s'être souvenue d'une phrase semblable prononcée par Rick et Siddiq des années auparavant. Il révèle ensuite qu'il vit avec sa famille sur une île fortifiée qu'il est difficile de trouver. Ils concluent un marché dans lequel Michonne l'aidera à retourner auprès de sa famille en échange d'armes. Peu de temps après, elle fait part à Judith de son plan et quand elle dit qu'elle doit y aller seule.
Le lendemain, Michonne donne son sac à dos à Virgil et lui dit que les armes vont rembourser sa dette envers Oceanside. Il accepte l'offre et ils se présentent avant de se serrer la main. Michonne informe alors le groupe de sa mission et qu'elle a une radio s'ils ont besoin d'elle. Elle dit à Judith qu'elle peut la contacter à tout moment et lui rappelle d'être gentille avec son oncle Daryl jusqu'à son retour. Michonne et Virgil s'embarquent ensuite sur un bateau en direction de l'île.
Dans l'épisode 13, Michonne et Virgil sont enfin arrivés à l'île de Bloodsworth après 5 heures de bateau. Virgil se plaint d'avoir été attaché à la balustrade pendant le voyage, mais Michonne ne fait pas attention à lui. Virgil l'emmène dans les terres, où il affirme que les armes et sa famille sont localisées. En chemin, il s'arrête pour cueillir des fleurs et des herbes pour faire du thé, au grand dam de Michonne. Souhaitant récupérer les armes dès que possible, Michonne demande s'il y en a dans le bâtiment adjacent, mais Virgil lui répond que ce n'est qu'un vieux laboratoire, ajoutant qu'il vaut mieux rester à l'écart en raison de l'infestation de la faune.
Plus loin, les deux arrivent dans un campement vide. Suspicieuse, Michonne note qu'aucun membre de la famille de Virgil n'est là. Lorsque Virgil devient évasif, Michonne pointe son Katana devant son visage et le menace pour qu'il lui dise la vérité. Virgil l'oblige et l'emmène dans trois tombes vides, révélant que sa famille est morte. Fâchée contre les demi-vérités de Virgil, Michonne part en courant pour trouver les armes elle-même, mais s'arrête lorsque Virgil s'éclipse, l'île n'est pas dégagée.
Il affirme que l'île a été envahie par un groupe qui a apporté la violence et la maladie. Il demande l'aide de Michonne pour abattre sa famille, expliquant qu'il n'a jamais vraiment été doué pour tuer les rôdeurs car l'île est assez isolée. Michonne accepte à ccontrecœur.
Les deux se  faufilent dans le bâtiment infesté de rôdeurs. Il ne faut pas longtemps avant qu'ils ne soient obligés de se faufiler à travers d'objets et meubles coincés. Alors que Michonne réussit, Virgil reste coincé et renverse accidentellement des objets, alertant les rôdeurs de leur emplacement. Michonne repousse les rôdeurs avec une civière, avant d'ordonner à Virgil de rester derrière pendant qu'elle s'occupe des rôdeurs. Après que Michonne a réussi à tuer tous les morts-vivants, Virgil trouve sa famille réanimée suspendue au plafond dans une autre pièce avec un groupe d'autres personnes, ayant commis un suicide collectif. Virgil remet en place la chaussure de sa femme en pleurant, puis permet à Michonne d'abattre sa famille.
Après que Virgil a enterré ses proches, Michonne exprime ses condoléances, mais est impatiente de reprendre les recherches. Virgil dit qu'il est tard, ce qui signifie que la marée est trop basse pour que le bateau puisse traverser le canal. Quand Michonne reste inflexible, il ajoute qu'il commence à faire nuit et que certains bâtiments ne sont pas sûrs. Il propose de reprendre les recherches dans la matinée, ce que Michonne accepte à contrecœur. À la tombée de la nuit, Michonne se retrouve incapable de dormir.
Elle tente de contacter Judith, mais ne reçoit que des grésillements. Elle s'aventure alors à l'extérieur et va explorer le bâtiment du laboratoire dont Virgil lui a dit de ne pas s'approcher. Lorsqu'elle entre dans une pièce, Virgil apparaît soudain derrière elle et claque la porte, l'enfermant à l'intérieur. Il réprimande Michonne pour avoir brisé leur confiance, avant de claquer le volet de la fenêtre de la porte et de s'éloigner.
Michonne tente en vain de forcer la porte, mais finit par se fatiguer et s'endormir. Lorsqu'elle se réveille, elle trouve un plateau de nourriture par terre et son Katana disparu. Elle continue de frapper à la porte, lorsqu'une voix étrange provenant d'une cellule voisine de la sienne lui dit de se calmer. Choquée, Michonne demande combien de temps elle a passé dans la cellule et demande pourquoi les gens de l'autre côté ne lui ont pas répondu avant. Ils lui disent que cela fait environ un jour qu'elle est arrivée, et qu'ils ne lui ont pas répondu par peur, puisque Virgil était dans une de ses humeurs.
Ils dissuadent également Michonne de tenter de s'échapper, car tout le bâtiment est piégé. Le trio se présente comme les anciens collègues de Virgil qui travaillaient comme chercheurs sur l'île avant l'épidémie, alors que Lucy était concierge. Ils expliquent qu'après l'épidémie, les gens ont continué à arriver sur l'île par bateau, mais les réserves de nourriture ont vite diminué. Finalement, une bagarre a éclaté au sujet des rations, ce qui a entraîné la mort d'un résident poignardé. Virgil est arrivé trop tard sur les lieux et a paniqué. Il a ordonné à ses collègues de verrouiller toutes les portes, mais n'a pas réalisé que sa famille était encore à l'intérieur.
Rendu fou à cause de leur mort, Virgil a enfermé ses amis dans la cellule pour qu'ils ne le quittent pas. Un des prisonniers, Jeremiah, encourage Michonne à manger, afin qu'elle ait la force de tuer Virgil. Une autre captive, Céleste, demande le nom de Michonne, alors elle se présente avant de mordre dans une pomme.
Plus tard, Virgil dit à Michonne qu'il est content qu'elle ait mangé. Michonne lui ordonne d'ouvrir la porte, mais Virgil refuse, car il sait qu'elle le tuera s'il le fait. Il lui dit qu'il ne veut pas se battre, qu'il veut juste qu'elle comprenne, en lui expliquant que l'île a un don et qu'elle peut l'aider de la même façon qu'elle l'a aidé. C'est alors que Michonne commence à avoir des hallucinations. Lorsqu'elle lui demande ce qu'il lui a fait, Virgil révèle qu'il lui a fait un thé hallucinogène à base de Jimsonweed. Il croit que Michonne souffre comme lui et souhaite la guérir. Michonne nie être comme Virgil, mais ce dernier lui coupe la parole, révélant qu'ils ont déjà eu cette conversation trois fois.
Michonne supplie Virgil de penser à sa fille et à son fils, mais Virgil dit que personne ne l'a écouté quand il a dit la même chose, et poursuit en affirmant que tout ce qu'il a fait était pour sa famille. Michonne en rit et fait une remarque sarcastique, mais elle est surprise lorsque Siddiq lui répond à la place et lui pose des questions sur son enfant. Alors que les hallucinations de Michonne continuent à s'aggraver, Virgil lui sourit et lui dit qu'elle n'est pas un ange. Lorsque Michonne commence à avoir froid, Siddiq lui dit d'imaginer le soleil. Au début, Michonne est contente de le voir, mais il commence à lui reprocher sa mort, ainsi que celles de Rick et Carl. Siddiq lui demande alors ce qu'il adviendra de sa famille après son départ. Michonne déclare en larmes que Siddiq est sa famille, mais ce dernier répond "C'est ce que l'on ressent en étant sa famille".
Les mains de Michonne sont couvertes de sang. Michonne crie d'horreur, avant d'être confrontée à une version passée d'elle-même, qui lui tend les chaînes de ses rôdeurs. Sous l'impulsion de Virgil, Michonne prend les chaînes.
Elle est violemment entraînée dans une vision où elle regarde Andrea se faire dévorer par des rôdeurs au lieu de l'aider. Elle pille le corps d'Andrea avant de passer à autre chose. Plus tard, Michonne se retrouve à la place de l'auto-stoppeur qu'elle a laissé sur la route avec Rick. Alors qu'elle marche sur la route, une Hyundai Tucson passe à toute vitesse devant elle. Elle crie pour qu'il s'arrête, mais est ignorée.
Plus tard, elle rattrape la voiture après qu'elle est restée coincée dans la boue. Une fois de plus, elle implore de l'aide, mais en la repérant, Daryl dit aux autres de continuer. Michonne est de nouveau abandonnée. Michonne se retrouve alors à la suite d'une attaque de rôdeurs. Alors qu'elle termine le dernier rôdeur, elle est approchée par Negan et les Sauveurs. Michonne frappe Negan avec son katana, mais il l'esquive et la fait tomber avec Lucille. Malgré l'agressivité de Michonne, Negan s'attache à elle et lui offre la possibilité de rejoindre son groupe, ce qu'elle accepte.
Michonne se retrouve alors présente à l'avant-poste que Rick et son groupe ont initialement attaqué pour tenter d'anéantir les Sauveurs, mais cette fois-ci de l'autre côté. Alors que Glenn et Heath s'approchent furtivement de Laura et la tuent dans son sommeil, Michonne parvient à se réveiller à temps et à les abattre tous les deux. Elle réussit à s'échapper de l'avant-poste. Plus tard, Negan commence son chant Eenie-meenie-miney-mo pour choisir lequel des survivants sera exécuté, mais il décide ensuite de remettre la batte à sa « main droite » Michonne, lui permettant de choisir à la place.
Michonne reproche à Rick et à son groupe d'avoir massacré les Sauveurs dans leur sommeil, alors qu'ils ne savaient rien d'eux. Après avoir choisi sa victime, Michonne déclare que ce qui se passe ensuite est de leur faute. La victime s'avère être Michonne elle-même, comme le dit la « Sauveuse Michonne » aux survivants « Bienvenue dans le nouveau monde », avant de frapper la Michonne à genoux. Finalement, Michonne se retrouve poursuivie par la milice à travers une forêt. Elle en tue deux, avant d'être brutalement touchée à la poitrine par Daryl avec son arbalète. Alors qu'elle gît mourante, Rick s'approche d'elle et lui tire une balle dans la tête avec son Colt Python.
Enfin remise du thé, Michonne vomit dans un seau. Virgil lui demande si elle se sent mieux en lui offrant un verre d'eau. Michonne boit, avant de saisir une fourchette du plateau et de poignarder soudainement Virgil dans le mollet. Alors qu'ils se débattent, Michonne parvient à désarmer Virgil, mais il réussit à s'échapper. Michonne libère rapidement les autres prisonniers. Ensemble, ils courent vers le bateau, mais découvrent que Virgil l'a incendié. Il ne faut pas longtemps pour que les anciens prisonniers rattrapent Virgil. Alors que Michonne le tacle et lui met un couteau sous la gorge, Virgil explique qu'il allait d'abord demander à Michonne de l'aider à libérer les prisonniers, car il voulait les laisser partir mais avait besoin de Michonne pour les empêcher de le tuer.
Mais une fois que Michonne les a découverts par elle-même, Virgil a réalisé qu'elle s'associerait à eux pour le tuer, et il a donc dû la capturer elle aussi. Virgil s'excuse, mais Jeremiah n'accepte pas ses excuses et écrase avec méchanceté sa jambe blessée. Virgil poursuit en disant qu'il s'est perdu après la mort de sa femme et qu'il ne pouvait pas laisser partir les prisonniers, mais qu'il ne voulait pas non plus les tuer. Les prisonniers pressent Michonne de tuer Virgil. Michonne y réfléchit, mais voyant l'état lamentable de son ancien ravisseur, elle finit par céder. Elle dit aux autres que Virgil leur doit plus qu'il ne pourra jamais leur rendre, mais qu'en le tuant, ils perdront encore plus d'eux-mêmes. Mais en faisant preuve de pitié, elle leur apportera la paix. Lucy procède à l'assommage de Virgil.
Virgil se réveille dans une de ses cellules. Michonne lui apporte de l'eau et lui dit avec colère qu'elle a vérifié tous les bâtiments de l'île et n'a trouvé aucune arme. Virgil lui fait remarquer qu'il ne lui a jamais menti à propos des armes, et lui a seulement dit qu'il lui montrerait les endroits où elles pourraient être stockées, bien qu'il admette qu'il n'est jamais entré dans ces bâtiments parce qu'il n'en avait pas besoin, ajoutant qu'il n'a jamais trouvé autre chose qu'un obus perdu ici et là. Il offre à Michonne une chance de prendre tout ce qu'elle veut à la place.
Michonne lui lance méchamment une gourde d'eau, avant de lui demander ce qu'il voit quand il est drogué avec son thé. Virgil dit qu'il voit sa famille revivre, qu'il décrit comme le paradis. Il dit à Michonne qu'il voulait qu'elle vive une expérience similaire. Mais Michonne révèle que le thé lui a enlevé sa famille et qu'elle a plutôt vu l'enfer. Virgil s'excuse, expliquant que le seul monde dans lequel il a toujours voulu vivre est celui dans lequel vit sa famille, mais qu'il ne sait pas comment continuer sans eux. Michonne lui dit qu'il doit essayer, comme tout le monde, avant de lui ordonner de lui montrer ses affaires.
Virgil, l'emmène dans un local avec divers équipements à l'intérieur. En regardant à travers les étagères, elle aperçoit une paire de bottes, qu'elle reconnaît immédiatement comme étant celles de Rick. Après un moment de choc, Michonne met soudain Virgil au mur et l'interroge sur l'endroit où il a eu ces bottes.
Virgil l'emmène sur un bateau qui s'est échoué sur le rivage pendant une grosse tempête. Michonne fouille frénétiquement dans les journaux de bord, avant de découvrir un iPhone avec une gravure d'elle et de Judith. Michonne pleure des larmes de joie en réalisant que Rick a survécu à l'explosion, mais tourne son attention vers Virgil quelques instants plus tard. Elle pense qu'il est venu les trouver à Oceanside à cause de la gravure, malgré les affirmations de Virgil selon lesquelles il ne l'avait jamais vue. Furieuse, Michonne l'interroge sur ce qu'il a fait à Rick, mais Virgil n'a aucune idée de qui elle parle. Après que Michonne ait cédé, Virgil propose de l'aider à remettre le bateau en état de marche si les autres l'aident. Plus tard, alors que les autres font leurs bagages, Michonne informe Virgil que les autres sont prêts à le laisser venir. Virgile en est surpris, et l'envisage pendant un moment, mais décide finalement de rester sur l'île pour être avec sa famille ayant promis à sa femme de lui poser des fleurs tous les jours sur sa tombe.
Alors que le bateau navigue vers le nord, Michonne pleure en réalisant que Rick est peut-être encore en vie. Elle contacte alors Judith par radio. Judith dit qu'elle a essayé de joindre Michonne. Michonne s'excuse et informe sa fille qu'elle a trouvé trois personnes sur l'île, qu'elle ramène à la maison. R.J. se joint à l'appel pour dire bonjour à sa mère, mais Judith lui dit qu'ils doivent utiliser des noms de code pour la sécurité, alors R.J. choisit Little Brave Man comme nom de code, au grand plaisir de Michonne.
Michonne s'enquiert de Rosita, avant de passer au sujet des Chuchoteurs. Judith l'informe que les Chuchoteurs sont finis, car ils ont éliminé la plupart de la horde, alors qu'Alpha ne peut plus leur faire de mal. Michonne révèle ensuite qu'elle a trouvé quelque chose qui appartenait à « l'Homme Courageux », et où il aurait pu se trouver récemment. Étouffant ses larmes, Judith demande si Rick est toujours en vie, mais Michonne ne le sait pas. Judith insiste auprès de Michonne à aller chercher Rick si elle pense qu'il est vivant.
Michonne décline d'abord l'offre, pensant que Judith et R.J. ont besoin d'elle en ce moment, mais Judith insiste, disant à Michonne que Rick pourrait essayer de rentrer à la maison et pourrait avoir besoin d'aide. Michonne accepte sa mission, et dit à Judith qu'elle va essayer d’utiliser le talkie-walkie aussi longtemps qu'elle le pourra tous les jours. Elles font alors leurs adieux.
Plus tard, Michonne se glisse derrière deux rôdeurs et ampute leurs bras et leurs mâchoires. Elle continue ensuite son voyage en traînant les rôdeurs derrière elle en laisse, comme elle l'a fait avec Mike et Terry. Elle voyage jusqu'à ce qu'elle tombe sur deux survivants, dont l'un est blessé. Elle s'approche d'eux, lame à la main. Les survivants l'implorent de les aider, car « ils » n'attendront pas le couple. Lorsque Michonne demande qui sont « eux », le couple montre du doigt une grande colonne de survivants qui se déplacent au loin.
Se rappelant comment elle et Rick se sont rencontrés pour la première fois et comment il a décidé de l'aider, Michonne décide finalement de faire de même, et offre sa main aux survivants. Ensemble, ils se dirigent vers le convoi.

### Saison 11
Au Commonwealth, Judith révèle à Daryl et Carol la survie de Rick et la mission de Michonne de le ramener. Environ un an après être partie, Michonne continue de rechercher Rick tout en écrivant pour Judith et RJ dans un carnet. À cheval, Michonne s'enfonce vers une grande horde. Au Commonwealth. Daryl décide de partir explorer le pays et promet à Judith de ramener ses parents.

#### The Walking Dead: The Ones Who Live
Michonne est remercié par la communauté nomade pour avoir sauvée Aiden et Bailey où elle est invitée à rester mais celle-ci n'aimant pas les règles d'abandon du groupe demande uniquement un cheval pour repartir rapidement. Michonne reste une nuit avec le groupe et Nat équipe Michonne pour son voyage vers le nord. Quittant le groupe, Michonne se retrouve face à la plus grande horde qu'elle est vue, utilisant le matériel que Nat lui a confié, Michonne est finalement secourue par Nat, Aiden et Bailey et une dizaine d'autres membres du groupe venu aider Michonne à retrouver Rick. Michonne propose à Aiden et Bailey (qui est enceinte) de rentrer à Alexandria mais le couple refuse. En arrivant en ville, le groupe est attaqué par un hélicoptère avec du gaz au chlore, Michonne, Bailey et Nat trouve refuge dans un magasin. Bailey, Aiden et l'intégralité du groupe meurent de l'effet du gaz. Passant une année entière a se remettre du gaz, le duo se dirige finalement vers l'endroit indiqué dans le journal trouvé par Michonne mais ne trouve rien. Nat convainc Michonne de rentrer auprès de ses enfants mais de garder sa foi sur la survie de Rick. Sur le chemin du retour, le duo voit un hélicoptère et décide de venger leurs amis en le faisant crasher, Michonne tue un à un les soldats survivants du crash et retire le casque du dernier qui se révèle être Rick. Le couple s'embrasse jusqu'à la mort de Nat tué par un soldat du CRM que Rick tue. Ne pouvant plus fuir, Rick demande à Michonne de mentir sur qui elle est et de ne pas parler d'Alexandria tout en lui promettant qu'ils s'échapperont ensemble. Au centre du CRM, Michonne se fait appeler Dana et invente une histoire parvenant à rejoindre le programme de consignataire. Michonne retrouve Rick et s'embrasse en cachette où elle découvre sa main prothétique et le rassure sur Judith mais voyant son état ne lui parle pas de RJ. Rick lui confie le briquet de Nat. Michonne regarde l'installation du CRM en jouant avec le briquet. 